# Service public fédéral Budget et Contrôle de la gestion
Le Service Public Fédéral Budget et Contrôle de la Gestion (SPF B&CG) a pour mission d’assister le Ministre du Budget et le gouvernement fédéral dans l’élaboration, le développement et la mise en œuvre des choix politiques en matière de politique budgétaire (services Assistance à l’élaboration du budget et Macrobudgétaire). Cette stratégie doit respecter les engagements internationaux de la Belgique et s’inscrire dans le cadre institutionnel de l’État fédéral.
En tant que service public fédéral horizontal, le SPF B&CG se doit d’être un interlocuteur privilégié pour les autres SPF, Services Publics de Programmation (SPP), organismes publics fédéraux, et Institutions Publiques de Sécurité Sociale. 
Le SPF B&CG travaille également à la mise en œuvre échelonnée du contrôle de la gestion tel qu’il doit être organisé par les parties intéressées (service Management Support). 
Le SPF B&CG soutient les SPF et SPP dans la gestion d’un système comptable fiable permettant de gérer l’ensemble du cycle financier (service Comptable fédéral). Un soutien méthodologique est également offert aux organisations fédérales pour la mise en place d’une politique d’intégrité (Bureau d’Éthique et de Déontologie administratives).
Afin de réaliser sa mission, le SPF B&CG développe, dans ses domaines de compétence, un centre d’expertise destiné à soutenir les services publics fédéraux. Ce partage de connaissances et d’expertise se réalise au moyen d’échanges de savoir-faire au sein de différents forums et réseaux ou de mise à disposition d’informations et de bonnes pratiques dans un environnement internet facile d’accès.
Le SPF B&CG travaille dans un environnement qui recourt au concept de «shared services» pour ce qui concerne ses services de support. L’utilisation des ressources est optimisée et les compétences sont partagées avec les SPF horizontaux associés.

## Organisation
Le SPF B&CG est divisé en différents services :
- Service du Président
- Service d’encadrement Personnel et Organisation
- Service d'encadrement Budget et Contrôle de la Gestion
- Service d'encadrement TIC (Technologie de l'Information et de la Communication)
- Service Macrobudgétaire

- Service Assistance à l'élaboration du Budget
- Service Comptable fédéral (FEDCOM)
- Service Management Support
- Bureau d'Éthique et de Déontologie administratives

## Histoire
C’est conformément à l’arrêté royal du 15 mai 2001 que l’Administration du Budget et du Contrôle des dépenses du Ministère des Finances a changé d’identité, pour devenir le Service Public Fédéral Budget et Contrôle de la Gestion (SPF B&CG), sous l’autorité du ministre du Budget.

## Ministres du Budget
Depuis le 3 février 2025, Vincent Van Peteghem est ministre fédéral du Budget au sein du gouvernement de Bart De Wever.

## Contacts
Le siège est situé à 1000 Bruxelles, 138/2 rue Royale.
Site web : www.budget.fed.be